# 松島政吉
松島 政吉（まつしま まさきち、生没年不詳）は江戸時代の浮世絵版画の彫師。

## 略歴
松島房次郎の弟子。松嶋彫政、彫工政、彫政、英斎と号す。歌川芳艶、豊原国周の錦絵を出版している。慶応当時、板木屋仲間の行事を勤める。

## 作品
- 歌川芳艶 「蛮国人物図会 亜墨利伽人」 大判 文久1年
- 豊原国周 「見立白浪八景」 大判 慶応1年